# Cortina cortafuegos

Ejemplo de cortina cortafuegos en caso de incendio

Una cortina cortafuegos es un cerramiento asimétrico cortafuegos para la compartimentación de incendios de naturaleza textil para evitar la propagación del fuego. También se las conoce como barreras cortafuegos textiles.

## Objetivos de protección
Las cortinas cortafuegos, como productos de la construcción y elementos para la edificación, se pueden clasificar según su comportamiento frente al fuego con los siguientes eurocódigos dictaminados por la norma UNE EN 13501-2:
|  | Integridad E: Capacidad que tiene el elemento constructivo con función separadora, de soportar la exposición al fuego solamente en una cara, sin que exista transmisión del fuego a la cara no expuesta debido al paso de llamas o de gases calientes. Esto puede producir la ignición de la superficie no expuesta o de cualquier material adyacente a esa superficie. |
|  | Aislamiento térmico I: Aptitud del elemento constructivo de soportar la exposición al fuego en un solo lado, sin que se produzca la transmisión del incendio debido a una transferencia de calor significativa desde el lado expuesto al no expuesto. |
|  | Radiación W: Aptitud del elemento constructivo para soportar la exposición al fuego en una sola cara de forma que se reduzca la posibilidad de transmisión del fuego debida a una radiación significativa de calor a través del elemento, o bien desde la cara no expuesta a los materiales adyacentes.                                                                 |

Como parte de la clasificación del comportamiento deben utilizarse combinaciones de estas letras de denominación, como sea apropiado. Estas se deben complementar con el tiempo durante el cual se cumplen los requisitos funcionales, expresado en minutos transcurridos (tt). (E tt, EI tt, EW tt)

## Tipos
- Cortinas cortafuegos convencionales: son capaces de desplegarse de forma automática por gravedad.
- Cortinas cortafuegos inteligentes: es el nuevo concepto de barreras textiles ya que se despliegan de forma automática por gravedad, y además es capaz de analizarse, memorizar su histórico, comunicarse y solucionar anomalías de forma autónoma.

## Homologación europea
Debido a su carácter innovador, las cortinas cortafuegos no disponen de ninguna norma específica de producto, y por lo tanto,  no están sujetas al marcado CE.
Para lograr la homologación europea, al tratarse de un cerramiento cortafuegos, esta debe ensayarse según lo establecido por la norma  UNE EN 1363-1 de Ensayos de Resistencia al fuego, y la norma específica UNE EN 1634-1 Ensayos de resistencia al fuego de puertas y elementos de cerramiento de huecos que determinará su capacidad en cuanto a Integridad (E), Aislamiento térmico (I) y Radiación (W). El certificado con los resultados de este ensayo deberá especificar si la cortina es capaz de proteger dos sectores de riesgo o únicamente uno (por su naturaleza asimétrica), en función de si la cortina ha sido ensayada con los componentes (cajón y guías) expuestos directamente al fuego o no.
Cuando se pretenda introducir cambios al producto ensayado que vayan más allá Campo de Aplicación, el CTE establece que adicionalmente se deberá ensayar la cortina cortafuegos según lo establecido en la norma EXAP prEN 15269-11 Fire resistance of operable fabric curtains. A través de este proceso de extrapolación, se podrán certificar cortinas cortafuegos de dimensiones mayores a las testadas en el ensayo de resistencia al fuego.
Por último, las cortinas cortafuegos deberán, además,  ensayarse según la norma UNE EN 14600 Puertas y ventanas practicables con características de resistencia al fuego y/o control de humos.
En España, además, de acuerdo con el artículo 5.2 del Código Técnico de la Edificación CTE, las cortinas cortafuegos serán válidas siempre que dispongan, adicionalmente, de un certificado de idoneidad técnica que verifique todos aquellos componentes y características del sistema que sean críticos para que cumpla la función de compartimentación de incendios. Por lo tanto, dicho informe presentará las conclusiones de los resultados de los ensayos anteriormente mencionados.